# Оболонь-Арена
«Оболонь-Арена» (до липня 2009 року — «Оболонь») — футбольний стадіон у місті Києві неподалік від станції метро «Героїв Дніпра», що вміщує 5103 глядачі. Є домашньою ареною клубу «Оболонь». З 2002 по 2012 рік був домашньою ареною «Оболоні».

## Історія та архітектурні особливості
Стадіон є суто футбольним та має дві трибуни. Південна трибуна вміщує 1 305 глядачів. Улітку 2008 року закінчено встановлення стільців на північній трибуні, яка може вмістити 3 800 глядачів.
Будівництво стадіону розпочалося в 2001 році, коли постала потреба у новій арені для «Оболоні», що претендувала на вихід до вищої ліги. Перші матчі стадіон прийняв 1 липня 2002 року, коли стадіон приймав VII міжнародний дитячий турнір з футболу «Оболонь». У матчі-відкритті на вщерть заповненому стадіоні відбувся матч між дублем «Оболоні» та ветеранами київського «Динамо» (3—3), після чого стадіон прийняв ряд матчів дитячих команд. Перший офіційний матч на стадіоні відбувся 4 серпня 2002: «Оболонь-2» поступилася 0—2 овідіопольському «Дністру» в матчі другої ліги (група «Б»). 6 жовтня 2002 року на ще недобудованому стадіоні (перевдягатися гравцям довелося в сусідній школі №170) відбувся перший матч вищої ліги — «Оболонь» приймала «Кривбас» (0—1). Проте регулярні матчі на стадіоні почали проводитися з 2004 року, коли як домашнє поле стадіон почала використовувати «Оболонь-2». З 2005 року стадіон став домашньою ареною і для основного складу «Оболоні».
У грудні 2006 року розпочалося будівництво повністю критої північної трибуни, яке завершили влітку 2009 року. До першої гри «Оболоні» після повернення до Прем'єр-ліги в липні 2009 було також завершено роботи в підтрибунних приміщеннях, а стадіон «Оболонь» було перейменовано на «Оболонь-Арена».
Стадіон обладнаний системою підігріву поля, вежами освітлення потужністю 1200 люксів, має прес-центр для журналістів.
«Оболонь» має статус тренувального стадіону Євро-2012.
У вересні 2010 року президент ФК «Оболонь» Олександр Слободян оголосив про наміри розширити стадіон. В планах клубу будівництво трибун за воротами та збільшення місткості південної трибуни
Наприкінці 2012 року клуб «Оболонь» було розформовано, і стадіон став приймати домашні матчі нової команди заводу — «Оболонь-Бровар».

## Матчі всеукраїнських змагань

Квиток на стадіон «Оболонь-Арена» (квиток старого зразка)

Тильна сторона квитка на стадіон «Оболонь-Арена» (квиток старого зразка)

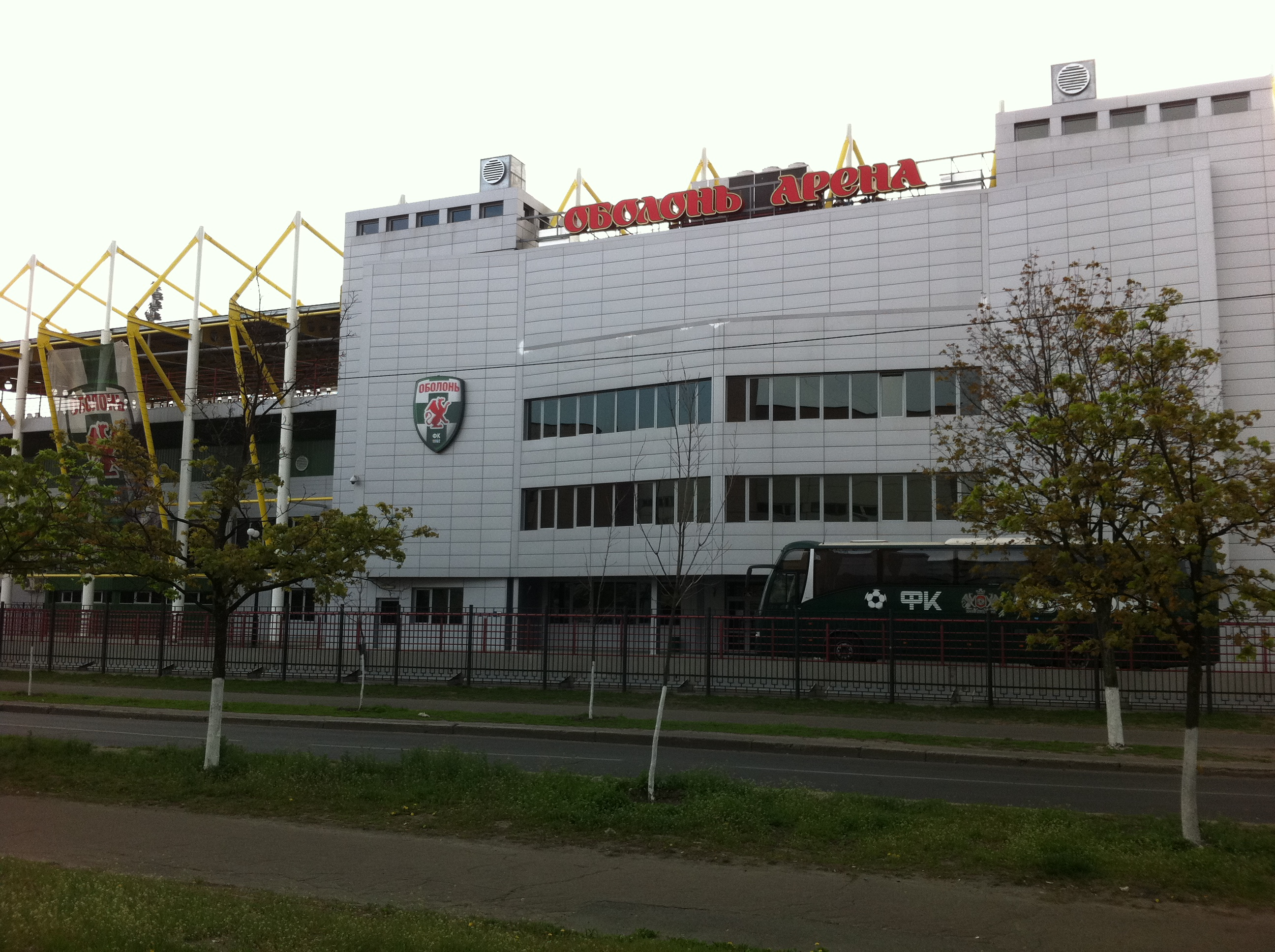
«Оболонь-Арена» головний вхід

Стадіон прийняв більше 400 матчів у внутрішніх змаганнях. Найбільше було зіграно у першій лізі - 212 матчів. У вищій та другій лігах було проведено 108 та 59 матчів відповідно. Матчі розіграшу кубку України відбувалися 22 рази.  
Рекорд відвідуваності — 5300 глядачів на матчі «Оболонь» — «Шахтар» 3 квітня 2010 року. 
| № п/п | Дата              | Команда-господар | Команда-суперник    | Рахунок              | Кількість глядачів |
| ----- | ----------------- | ---------------- | ------------------- | -------------------- | ------------------ |
| 1     | 20 вересня 2006   | «Оболонь»        | «Сталь» А           | 0:1                  | 750                |
| 2     | 6 серпня 2008     | «Оболонь»        | «Нафтовик-Укрнафта» | 1:1                  | 500                |
| 3     | 14 вересня 2008   | «Оболонь»        | «Чорноморець»       | 1:0 дч               | 1200               |
| 4     | 28 жовтня 2008    | «Оболонь»        | «Ворскла»           | 1:4                  | 1000               |
| 5     | 21 вересня 2011   | «Арсенал» К      | «ПФК Олександрія»   | 5:0                  | 1000               |
| 6     | 22 серпня 2012    | «Оболонь»        | «Арсенал» БЦ        | 2:1                  | 1500               |
| 7     | 23 вересня 2012   | «Оболонь»        | «Металіст»          | 1:4                  | 5000               |
| 8     | 7 серпня 2013     | «Оболонь-Бровар» | «Мир»               | 1:1, по пенальті 3:4 | 1500               |
| 9     | 7 серпня 2014     | «Оболонь-Бровар» | «Гірник»            | 3:1                  | 1500               |
| 10    | 23 серпня 2014    | «Оболонь-Бровар» | «Шахтар»            | 0:1                  | 4500               |
| 11    | 23 вересня 2015   | «Оболонь-Бровар» | «Динамо»            | 0:2                  | 5100               |
| 12    | 27 жовтня 2015    | «Шахтар»         | «Тернопіль»         | 4:0                  | 1200               |
| 13    | 27 березня 2016   | «Шахтар»         | «Ворскла»           | 1:2                  | 2182               |
| 14    | 10 серпня 2016    | «Оболонь-Бровар» | «Гірник-Спорт»      | 0-1 дч               | 1100               |
| 15    | 26 жовтня 2016    | «Десна»          | «Дніпро»            | 0:0, по пенальті 6:7 | 2070               |
| 16    | 25 вересня 2019   | «Оболонь-Бровар» | «Гірник-Спорт»      | 0:2 дч               | 350                |
| 17    | 30 жовтня 2019    | «Колос»          | «Ворскла»           | 0:1                  | 628                |
| 18    | 16 вересня 2020   | «Оболонь-Бровар» | «Полісся»           | 0:1                  |                    |
| 19    | 31 серпня 2021    | «Оболонь-Бровар» | «Полісся»           | 1:0                  | 790                |
| 20    | 22 вересня 2021   | «Оболонь-Бровар» | «Верес»             | 0:1                  | 750                |
| 21    | 27 вересня 2023   | «Оболонь»        | «Динамо»            | 1:0                  | *                  |
| 22    | 02 листопада 2023 | «Оболонь»        | «Ворскла»           | 0:3                  | *                  |

*З міркувань безпеки під час російського військового вторгнення ці матчі гралися за зачиненими дверима.

## Міжнародні матчі

### Молодіжна збірна України
| № п/п | Дата              | Матч                  | Рахунок     | Турнір                       | Глядачі |
| ----- | ----------------- | --------------------- | ----------- | ---------------------------- | ------- |
| 1     | 10 жовтня 2008    | Україна х Нідерланди  | 0:0         | Товариський матч             | 2 300   |
| 2     | 11 серпня 2010    | Україна х Чорногорія  | 0:0         | Товариський матч             | 500     |
| 3     | 3 вересня 2010    | Україна х Франція     | 2:2         | Кваліфікація до чемп. Європи | 1 500   |
| 4     | 7 вересня 2010    | Україна х Словенія    | 0:0         | Кваліфікація до чемп. Європи | 2 000   |
| 5     | 9 серпня 2011     | Україна х Ізраїль     | 3:0         | Турнір ім. В. Лобановського  | 1 000   |
| 6     | 31 травня 2012    | Україна х Швеція      | 6:0         | Кваліфікація до чемп. Європи | 2 800   |
| 7     | 15 серпня 2012    | Україна х Словенія    | 2:0         | Кваліфікація до чемп. Європи | 1 500   |
| 8     | 6 вересня 2012    | Україна х Мальта      | 5:1         | Кваліфікація до чемп. Європи | 1 000   |
| 9     | 12 жовтня 2012    | Україна х Данія       | 0:0         | Товариський матч             | 1 200   |
| 10    | 4 червня 2013     | Україна х Словенія    | 2:1         | Турнір ім. В. Лобановського  | 2 000   |
| 11    | 8 вересня 2015    | Україна х Данія       | 1:3         | Товариський матч             |         |
| 12    | 31 травня 2016    | Україна х Ізраїль     | 1:1, п. 4:5 | Турнір ім. В. Лобановського  |         |
| 13    | 2 червня 2016     | Україна х Франція     | 1:0         | Кваліфікація до чемп. Європи |         |
| 14    | 6 вересня 2016    | Україна х Шотландія   | 4:0         | Кваліфікація до чемп. Європи |         |
| 15    | 6 жовтня 2016     | Україна х П. Ірландія | 1:1         | Кваліфікація до чемп. Європи |         |
| 16    | 10 жовтня 2017    | Україна х Нідерланди  | 1:1         | Кваліфікація до чемп. Європи |         |
| 17    | 10 листопада 2017 | Україна х Англія      | 0:2         | Кваліфікація до чемп. Європи |         |
| 18    | 12 жовтня 2018    | Україна х Шотландія   | 3:1         | Кваліфікація до чемп. Європи |         |
| 19    | 9 жовтня 2020     | Україна х Румунія     | 1:0         | Кваліфікація до чемп. Європи |         |

### Турнір пам'яті Валерія Лобановського(крім матчів збірної України)
| Дата           | Матч                     | Рахунок |
| -------------- | ------------------------ | ------- |
| 10 серпня 2011 | Сербія х Ізраїль         | 1-0     |
| 27 травня 2021 | Узбекистан х Азербайджан | 1-0     |

### Жіноча збірна України
| №  | Дата            | Матч                 | Рахунок | Турнір                       |
| -- | --------------- | -------------------- | ------- | ---------------------------- |
| 01 | 22 вересня 2020 | Україна х Греція     | 4:0     | Кваліфікація до чемп. Європи |
| 02 | 23 жовтня 2020  | Україна х Ірландія   | 1:0     | Кваліфікація до чемп. Європи |
| 03 | 01 грудня 2020  | Україна х Чорногорія | 2:1     | Кваліфікація до чемп. Європи |